# Suzanne Vega
Suzanne Nadine Vega (n. 11 iulie 1959, Santa Monica, California, SUA) este o cântăreață și textieră cunoscută americană de muzică folk rock.

## Discografie

### Albume
- Suzanne Vega (1985)
- Solitude Standing (1987)
- Days of Open Hand (1990)
- 99.9F° (1992)
- Nine Objects of Desire (1996)
- Songs in Red and Gray (2001)
- Beauty & Crime (2007)
- Tales from the Realm of the Queen of Pentacles (2014)
- Lover, Beloved: Songs from an Evening with Carson McCullers (2016)
- Flying with Angels (2025)

## Legături externe
Materiale media legate de Suzanne Vega la Wikimedia Commons
- Site web oficial
- Suzanne Vega la Internet Movie Database
- Suzanne Vega pe Charlie Rose
- Lucrări de sau despre Suzanne Vega în biblioteci (catalog WorldCat)
- Suzanne Vega — știri și comentarii colectate la The New York Times